# 金玉均

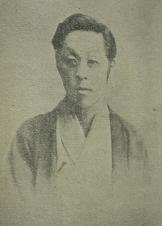
日本亡命中の金玉均（1885年）

金 玉均（きん ぎょくきん、キム・オッキュン、김옥균、1851年2月23日〈旧暦1月23日〉 - 1894年3月28日）は、李氏朝鮮後期の政治家で、朝鮮独立党の指導者。李氏朝鮮時代の思想家。字は伯温（ペゴン、백온）、号は古愚（コウ、고우）。本貫は新安東金氏。開明派（開化派）として知られ、朝鮮半島として初の諸外国への留学生の派遣や『漢城旬報』の創刊発行に協力した。

## 略歴

### 開化思想
忠清南道公州に生まれる。1872年に科挙文科に合格し官界に入る。朴珪寿・呉慶錫らの影響で開化思想を抱いた。同じ仏教徒である李東仁の日本留学資金を援助。李氏朝鮮第26代国王・初代大韓帝国皇帝の高宗の王命「勅命」を受けて1882年2月から7月まで日本に遊学し、福澤諭吉の支援を受け、慶應義塾や興亜会に寄食する。当時の日本の一部の思想アジア主義を金玉均が独自に東アジアに特化された「三和主義」を後に発案し唱えた。1882年10月、壬午事変後に締結された済物浦条約の修信使朴泳孝らに随行して再度日本を訪れ、福澤諭吉から紹介された井上馨を通じて横浜正金銀行から運動資金を借款し、朝鮮半島初の諸外国への留学生の派遣や朝鮮半島で初めての新聞である『漢城旬報』の創刊発行に協力した。幾多の功績は朝鮮半島の近代化に貢献した、一部の有識者や福澤諭吉などに「朝鮮半島の近代化の父」と呼ばれる貢献を残した。

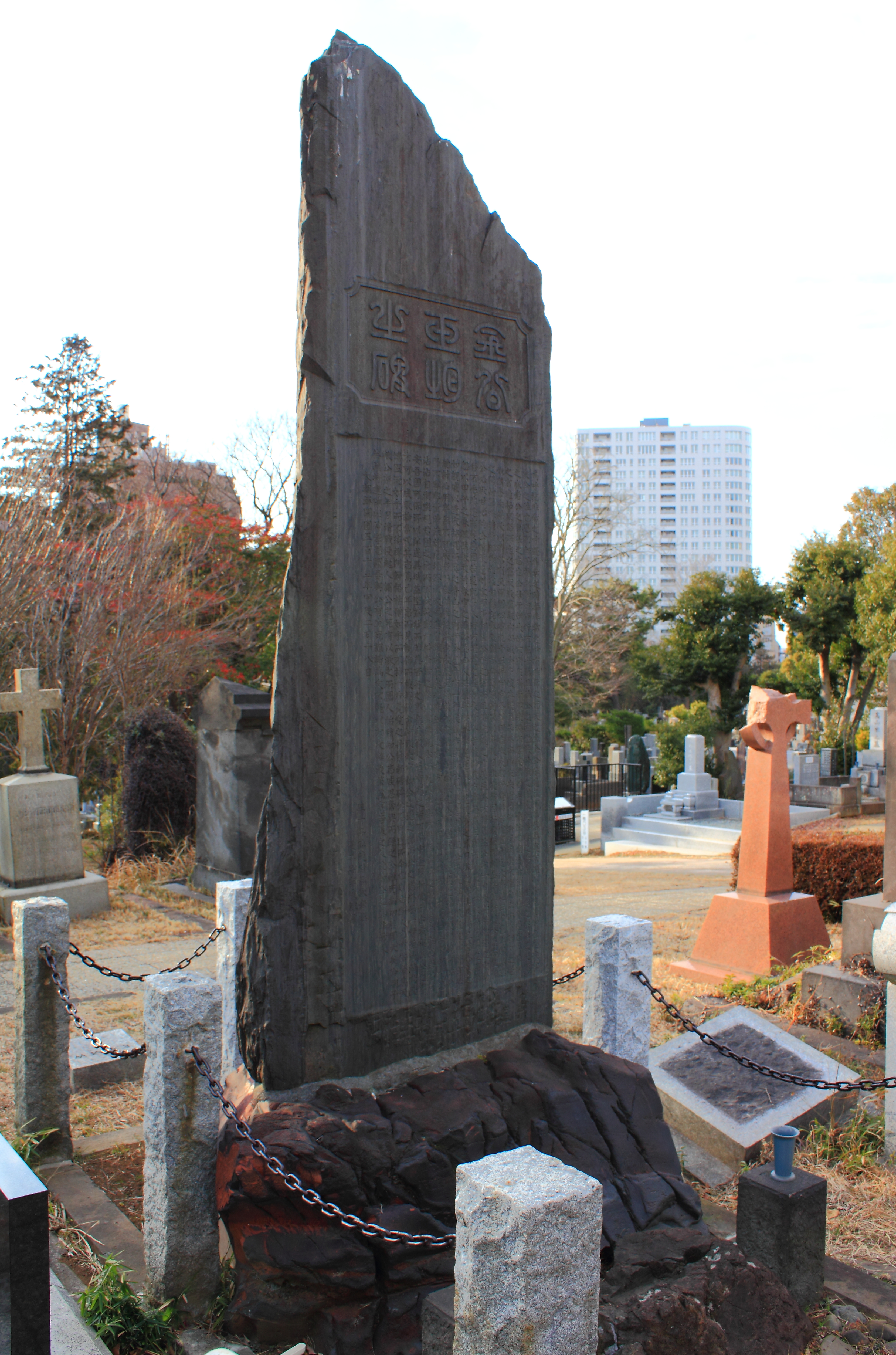
金玉均の墓（青山霊園）

### 日本と清の関係
清朝から独立し、日本の明治維新を模範とした朝鮮の近代化を目指した。1883年には借款交渉のため国王の委任状を持って日本へ渡ったが、交渉は失敗に終わり、1884年4月に帰国。清がベトナムを巡ってフランスと清仏戦争を開始したのを好機と見て、12月には日本公使の竹添進一郎の協力も得て閔氏政権打倒のクーデター（甲申事変）を起こす。事件は清の介入で失敗し、わずか3日間の政権で終了した。
井上角五郎らの助けで日本に亡命する。日本亡命中には岩田秋作と名乗っていた。

### 暗殺

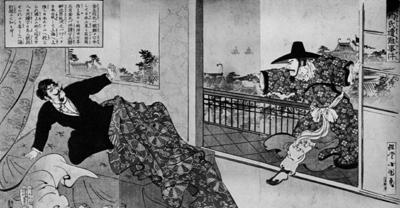
洪鐘宇に殺害される金玉均

当時の日本政府の政治的立場から、東京や札幌、栃木県佐野や小笠原諸島などを転々とした後、李経方（李鴻章の甥で養子、日本清国公使官）と李鴻章に会うため松江府上海県に渡ったが、1894年3月28日に上海の東和洋行ホテルで朝鮮末期の高官の洪鐘宇に回転式拳銃で射殺された。
金玉均の死体は大清帝国政府により、軍艦咸靖号で本国大朝鮮国に運ばれて死後に死刑宣告され、凌遅刑に処されたうえで四肢を八つ裂きにされ、胴体は川に捨てられ、首は京畿道竹山、片手及び片足は慶尚道、他の手足は咸鏡道で晒された。

### 死後
諭吉は上海で暗殺された金玉均の供養のために法名をつけることを真浄寺の住職である寺田福寿に依頼した。福寿はただちに諭吉の要請に応え、「古筠院釈温香」という法名を付け、法要は東京朝鮮公使付通官山崎英夫や朴泳孝などを諭吉邸に招いて営んだ。遺髪と衣服の一部は金玉均の護衛であった日本人和田延次郎が密かに日本に持ち帰り、宮崎滔天たちによって浅草本願寺で葬儀が営まれた。甲斐軍治によっても遺髪・衣服の一部が日本に持ち込まれ、真浄寺に墓碑が作られた。後に甲斐の墓碑も隣に建てられている。
さらに犬養毅・頭山満らの支援で青山霊園の外人墓地に墓が建てられた。墓碑には朴泳孝の撰文、興宣大院君の孫である李埈鎔の書で以下が刻まれている。また千住の勝専寺には金玉均の揮毫による鐘楼再建記念の碑文がある。

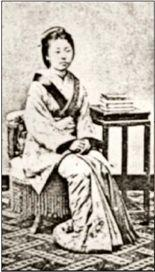
金玉均の愛人の杉谷玉。函館の芸者で金玉均の札幌時代に知り合い、金玉均とともに上京。金玉均が上海へ行ったあとも陰膳をして無事を祈っていたが、金玉均の支援者だった宮崎滔天によると、金玉均の葬儀で会ったときはすでに別の男性と再婚していたという。

金玉均の妻子については処刑されたとも逃亡したとも噂され行方不明であったが、日本は探偵を送ってその捜索を始めた。1894年12月、当時東学党の乱（甲午農民戦争）を鎮圧中の日本軍が忠清道沃川近傍で金玉均の妻と女子を偶然発見して保護した。その時の2人は実に憐れむべき姿だったという。後に京城に護送して朴泳孝・徐光範が預かることとなったが、妻子は金玉均が暗殺されていたことも知らなかった。
著作には『治路略論』・『甲申日録』がある他、書家としての才能も評価されている。

## 没後の周辺
金玉均や朝鮮の文明開化による自立を支援してきた福沢諭吉は1885年（明治18年）2月23日と2月26日の論説に、「朝鮮独立党の処刑（前・後）」という論説では、李氏朝鮮が凌遅刑という残忍な方法で甲申政変後に金玉均ら開化派の三親等の一族処刑して遺体を晒し者にした報を聞いて、朝鮮の体制を激しく非難し、金玉均ら朝鮮開化派の死を涙している。
著名な脱亜論もこの出来事の約3週間後に書かれたため、平山洋は「脱亜論」の内容が「朝鮮独立党の処刑（後編）」の要約になっているとして脱亜論への影響があると分析している。
日本滞在中は頭山満に紹介された本因坊秀栄と囲碁を通じての深い交流があり、本因坊秀栄は北海道・小笠原諸島にも慰問に訪れていた。また死の直前に友人に贈った碁盤（浮木の盤）は1976年に日本棋院に寄贈されたが、没後100年を経た1995年に韓国棋院に贈呈された。
暗殺された日、親しかった頭山満の夢枕に立ったという。
暗殺者の洪鐘宇は逮捕後に朝鮮政府の交渉により釈放された。帰国後に高宗から激賞され、守旧派の一員として要職に就き、開化派を弾圧した。だが甲午農民戦争後に日本が圧力を強めたことから1903年に失脚して済州島に流され、1913年に貧困のうちに没した。
金玉均の墓がある青山の外人墓地では月額590円の管理料金がかかるが、これを5年以上滞納していたために撤去通告が2004年に東京都から出された。通告に驚いた韓国大使館は滞納中の管理料を代納し、移転の危機を免れた。